# 呂瑚
呂瑚（1489年—1548年），字汝器，號東溪，江西廣信府永豐縣人，民籍。

## 生平
二月三十日生，行三十九，治《書經》，由國子生中式嘉靖元年（1522年）壬午江西鄉試第一百十八名舉人，年四十四歲中式嘉靖十一年（1532年）壬辰科會試第一百三十四名，第二甲第六十六名進士。觀吏部政，授工部都水司主事，卒於官。

## 家族
曾祖呂子英；祖呂茂忠；父呂聰（-1513年），字尚謀，號静菴；母潘氏，封孺人。慈侍下，妻詹氏，兄吕夔（知府）；稷，弟璉；珂；吕懷（同科進士）。子德盛（生員）。